# Ethmolaimidae
Ethmolaimidae é uma família de nematóides pertencentes à ordem Chromadorida.
Géneros:
- Ethmodora Khera, 1975
- Paraethmolaimus Jensen, 1994
- Trichethmolaimus Platt, 1982